# Étang de la Barde
L'étang de la Barde est un étang français en Dordogne. Situé sur le cours de la Valouse, il délimite les territoires communaux de La Coquille et Saint-Priest-les-Fougères, au sein du parc naturel régional Périgord-Limousin, dont des bureaux sont situés à proximité immédiate du plan d'eau.